# Christian Casimir Brittinger

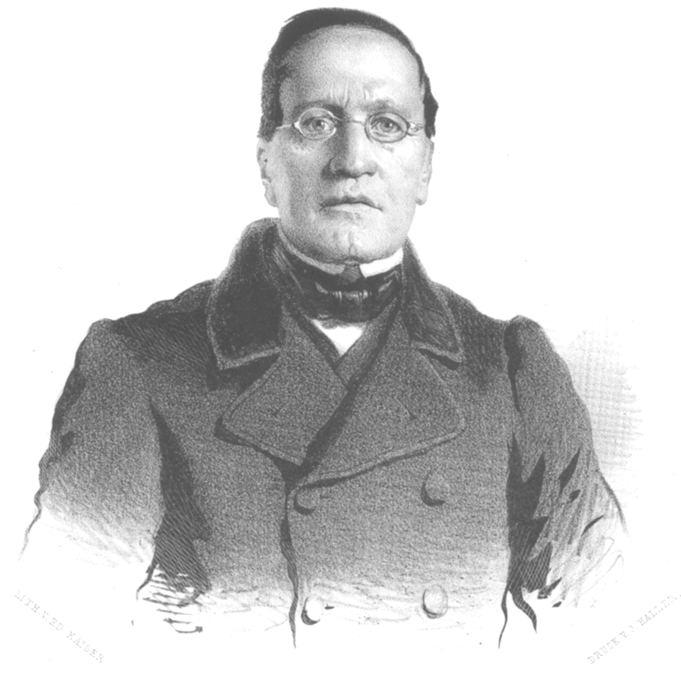
Christian Casimir Brittinger, vor 1861

Christian Casimir Brittinger (* 30. April 1795 in Friedberg; † 11. Januar 1869 in Steyr) war ein deutscher Botaniker, Entomologe und Ornithologe. Sein offizielles botanisches Autorenkürzel lautet „Brittinger“.
Er studierte Pharmazie am Stift Schlägl und wurde danach Apotheker in Linz. Dort traf er auch den Botaniker Josef von Mor, mit dem er die Flora rund um Linz erkundete. Brittinger verließ 1818 Linz in Richtung Wien und studierte dort an der Universität höhere Pharmazie. Nach dem Studium kam er 1827 an eine Apotheke in Steyr, wo er wiederum die Umgebung untersuchte. Neben seinen direkten Korrespondenten ließ er über Tauschgesellschaften auch Botanikern in Prag, Stuttgart, Leipzig und Straßburg immer wieder Pflanzen aus Oberösterreich zukommen. Im Jahre 1855 wurde er Mitglied des in Wien ansässigen Tauschvereins und lieferte über 1900 Pflanzen. Neben seiner Aktivität im Tauschverein bereicherte er die Botanik aber auch mit einigen Veröffentlichungen. In diesen beschrieb er oft seine Reisen und Exkursionen.
Neben etlichen botanischen Vereinen und naturforschenden Gesellschaften gehörte Brittinger auch dem Entomologischen Verein von Stettin an. Denn auch in der Entomologie hat er sich einen Namen gemacht. So beschrieb er Schmetterlinge, Libellen und Käfer. Aber auch bei der Entomologie machte er nicht halt und beschrieb später auch Vögel.

## Werke (Auswahl)
- Die Pflanzen der Welserhaide bei Linz, nebst Beschreibung der Polygala Moriana (Regensburger botanische Zeitung 1825.)
- Beschreibung einer Excursion auf das Wascheneck bei Spital am Pyhrn in Ober-Oesterreich. (Regensburger botanische Zeitung 1832.)
- Topographie einiger Gewächse des Traunkreises. (Regensburger botanische Zeitung 1833.)
- Botanische Notizen. (Regensburger botanische Zeitung 1841.)
- Kritische Beurtheilung yon F. Sailer’s Flora yon Ober-Oesterreich. (Regensburger botanische Zeitung 1842.)
- Bemerkungen zu einer von F. Sailer neu aufgestellten Gattung aus den Gentianeen. (Musealblatt von Linz.)
- Bericht über eine von F. Sailer neu aufgestellte Gattung Danubiunculus acaulis (Botanisches Centralblatt von Dr. Rabenhorst 1846.)
- Beobachtungen über einigen Pflanzen der Flora Steyr’s. (Regensburger botanische Zeitung 1859.)
- Botanische Reise auf den Pyhrgas. (Medizinische Jahrbücher des k.k. österreichischen Staates. B. 13.)